# 坂井久仁江
坂井 久仁江（さかい くにえ、6月2日 - ）は、日本の漫画家。埼玉県出身。現在は国枝彩香名義でBLを執筆。

## 来歴
『週刊セブンティーン』（集英社）に掲載された「北側校舎の桃色階段」でデビュー。以来、『ヤングユー』などの女性誌を中心に活躍している。代表作に『雨の日は恋をする』『花盛りの庭』シリーズなど。

## 作品リスト

### 漫画
- 『できそこないの赤毛のアン』（集英社 セブンティーンコミックス、1985年）
- 『ここは鳩の森なのさ』（集英社 セブンティーンコミックス、1986年）
- 『フラスコ　ラプソディ』（集英社 セブンティーンコミックス、1987年）
- 『京都かぞえ唄殺人事件』（集英社 YOUNG YOUコミックス、1987年）
- 『バッド コネクション』（集英社 YOUNG YOUコミックス、1988年）
- 『バラ色の人生』（集英社 YOUNG YOUコミックス、1989年）
- 『春のうららのマーキュリー』（集英社 YOUNG YOUコミックス、1990年）
- 『TARGET』（集英社 YOUNG YOUコミックス、1990年）
- 『GIRL TALK』（集英社 YOUNG YOUコミックス、1991年）
- 『雨の日は恋をする』（集英社 YOUNG YOUコミックス、全7巻、1992～1997年） ※文庫版全5巻、2000年
- 『やさしい悪魔』（集英社 YOUNG YOUコミックス、1992年）
- 『花盛りの庭』シリーズ
  - 『花盛りの庭』（集英社 YOUNG YOUコミックス、1994年）
  - 『架空の園 - 続・花盛りの庭』（集英社 YOUNG YOUコミックス、1995年）
  - 『約束の家』（集英社 YOUNG YOUコミックス、全3巻、1998～1999年） ※文庫版全2巻、2008年
- 『たとえば彼女のABC』（集英社 YOUNG YOUコミックス、1997年）
- 『So long･･･』（集英社 クイーンズコミックス、2001年）
- 『夢から醒めても恋してる』（秋田書店 MIUコミックス、2003年）
- 『スイート・ビター・ホーム』（集英社 クイーンズコミックス、2004年）
- 『麗子物語』（角川書店 チャージコミックス、2008年）

### 挿絵
- 『無法の牙―闇への挑戦者』（友野詳作、集英社スーパーファンタジー文庫、1991年 ）
- 『震える血脈』（望月明作、集英社スーパーファンタジー文庫、1992年 ）
- 『赤い瞳のシェスタ』（霜島ケイ作、集英社スーパーファンタジー文庫、1993年）
- 『銀砂の覇者』（霜鳥ケイ作、集英社スーパーファンタジー文庫、1993年）
- 『黒炎の貴公子』（霜鳥ケイ作、集英社スーパーファンタジー文庫、1994年）
- 『オルフェ―天使は闇で造られる』（花衣沙久羅作、集英社スーパーファンタジー文庫、1996年）
- 『嫌な奴』（木原音瀬作、ビーボーイノベルズ、1998年）
- 『17才』（菅野彰作、ディアプラス文庫、1999年）